# Compendi
Compendi (del llatí Compendium) és un resum breu però substancial i precís que presenta l'essencial d'una àrea determinada més extensa del coneixement humà, d'una exposició, d'una obra, d'una doctrina, etc.
De vegades pot ser un resum d'una obra major. Dins de la brevetat de l'exposició, el compendi pot contenir matèria complicada i extensa. Un compendi sempre comporta la idea de síntesi, i pot ser sinònim de resum, compilació o suma. D'altra banda, una enciclopèdia «universal» pot citar-se com un compendi de tot el coneixement humà. Un cas especial formen les tesis doctorals «per compendi» fetes d'articles publicats pel doctorand en revistes científiques reconegudes.

## Exemples
- Prat de la Riba, Enric; Muntanyola, Pere. Compendi de la doctrina catalanista (pdf), 1894.
- Compendi del Catecisme de l'Església Catòlica. 3a.  Barcelona: Coeditors catalans del catecisme, 2009.
- Junoy, Tomàs. Compendi de la historia d'Espanya: en forma de disputas amigables tingudas entre dos companys, escritas en llengua catalana ab versos pareados fer lo Peripatetic Solitari (e-book gratuït), 1839.[Enllaç no actiu]